# ガストン・ビュシエール
ガストン・ビュシエール（Gaston Bussière、1862年4月24日 - 1928年または1929年10月29日）は、フランスの象徴主義の画家、イラストレーター。

## 略歴
ソーヌ＝エ＝ロワール県のCuiseryに生まれた。リヨンの国立高等美術学校で学んだ後、パリのエコール・デ・ボザールで、アレクサンドル・カバネルやピエール・ピュヴィス・ド・シャヴァンヌに学んだ。1884年にマリ・バシュキルツェフ賞を受賞した。
象徴主義の画家、ギュスターヴ・モロー（1826-1898）に共鳴し、ロマン派の音楽家エクトル・ベルリオーズの作品やシェークスピアの戯曲や、ワグナーの歌劇の場面を題材とした。挿絵画家としても人気作家の作品の挿絵を描き、1897年にオノレ・ド・バルザックの『人間喜劇』の1篇、"Splendeurs et misères des courtisanes"の挿絵や、テオフィル・ゴーティエの"Émaux et camées"の挿絵なども描いた。
ジョセファン・ペラダンと付き合い、彼の主催した象徴派の展覧会、「薔薇十字サロン」（Salon de la Rose + Croix）に出展した。作品の多くはマコンのウルシュリーヌ美術館で展示されている。

## ギャラリー

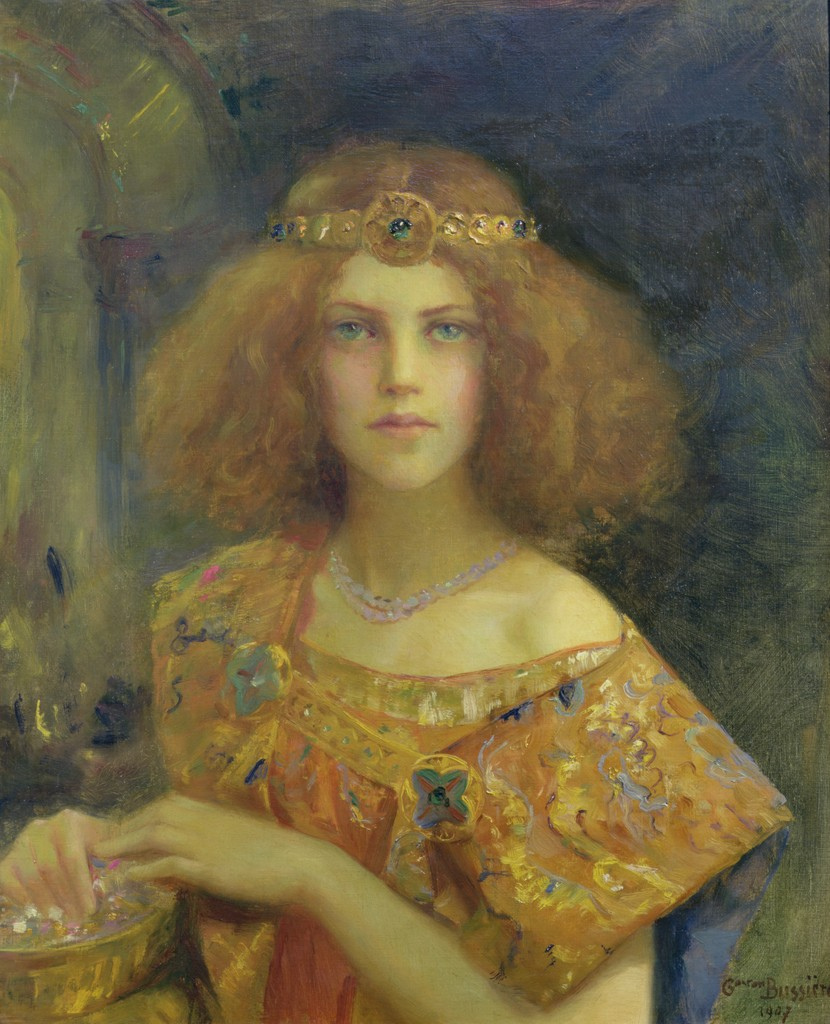
『サランボー』1907年
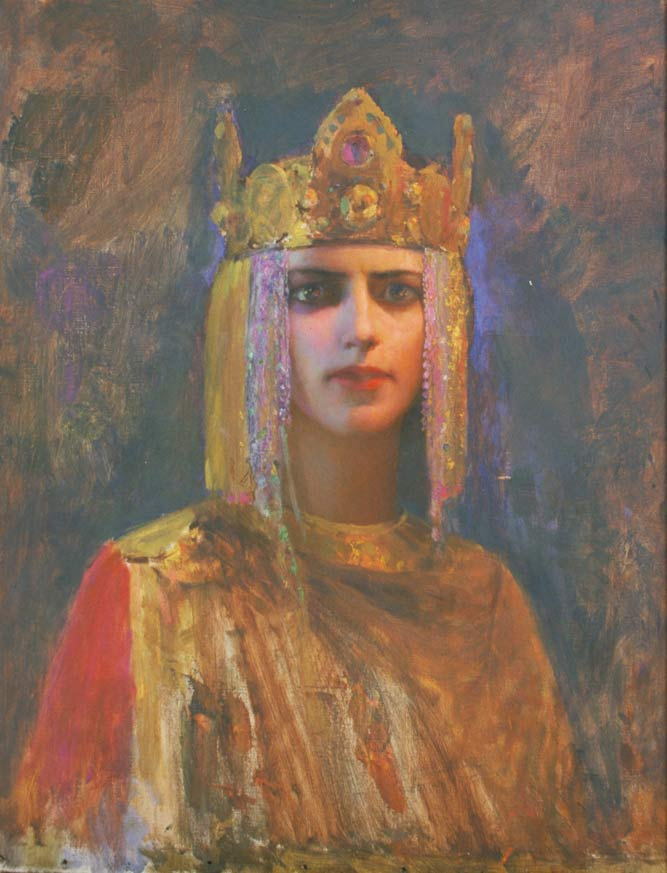
『金髪のイズールト』
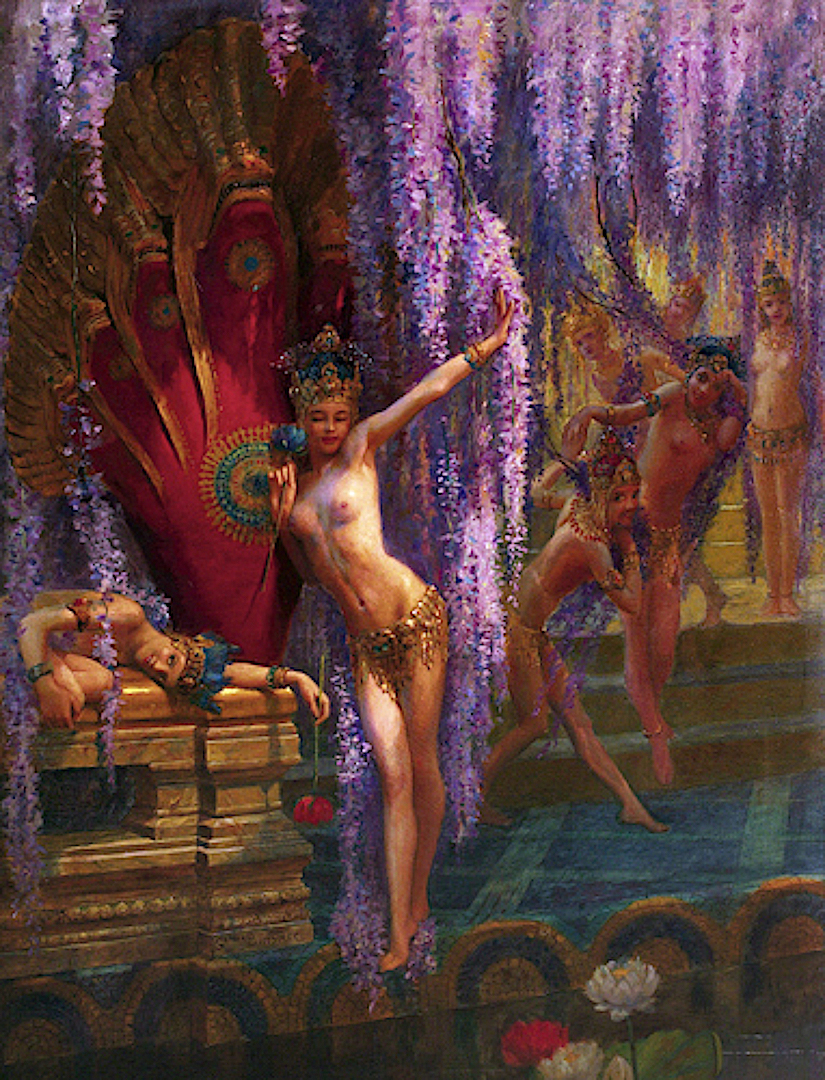
『エキゾチック・ダンサー』
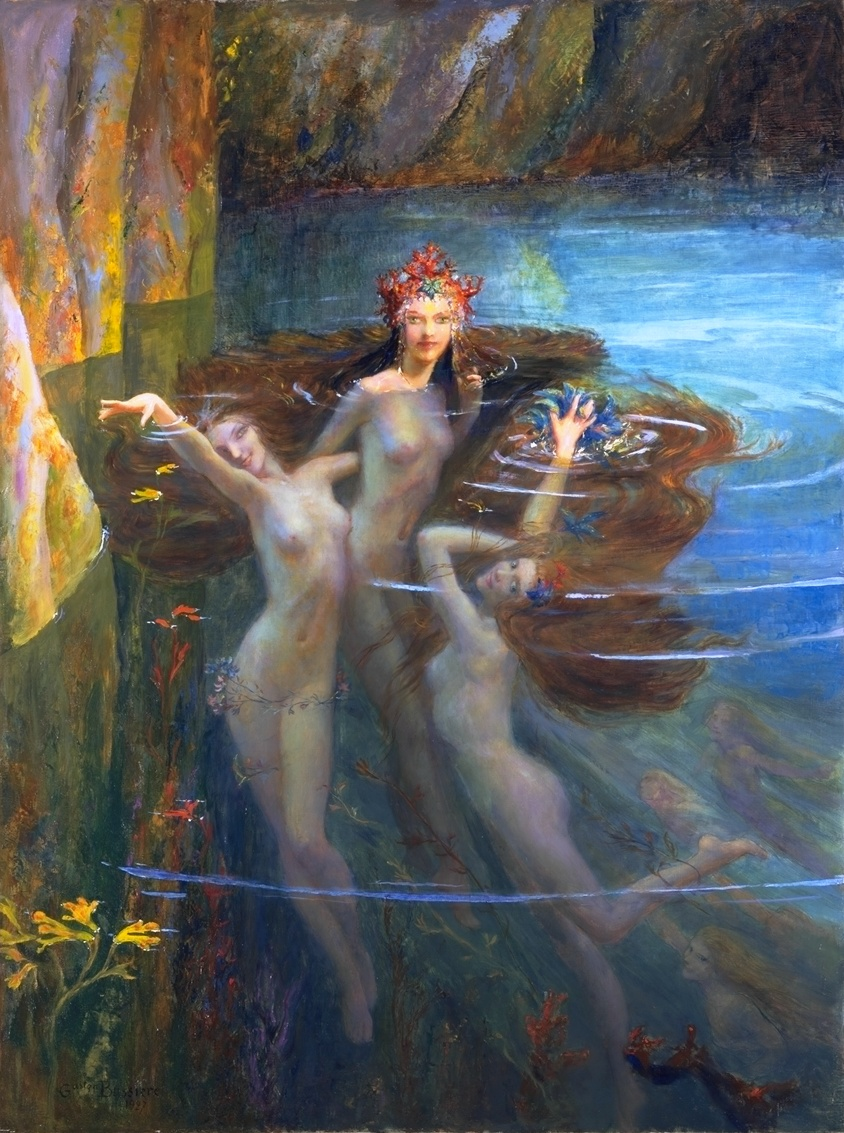
『ネーレーイス』1902
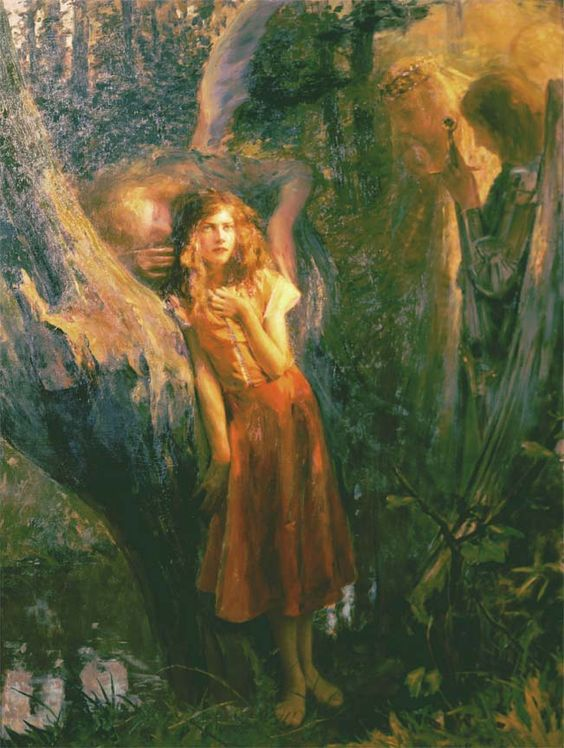
『ジャンヌ・ダルク』
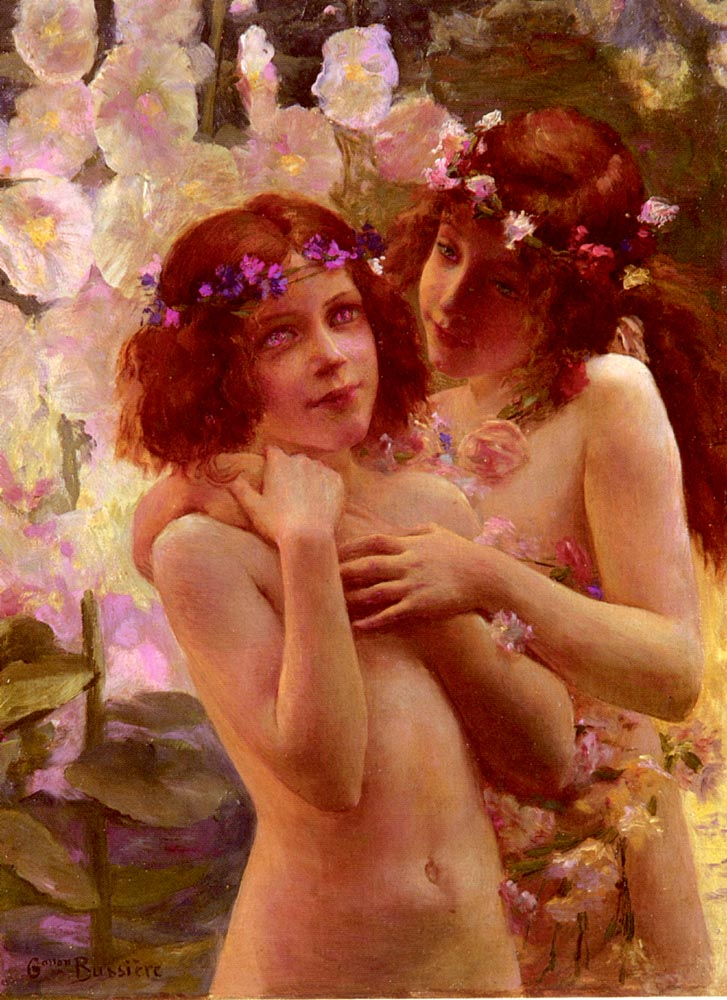
『2人の子供と花冠』
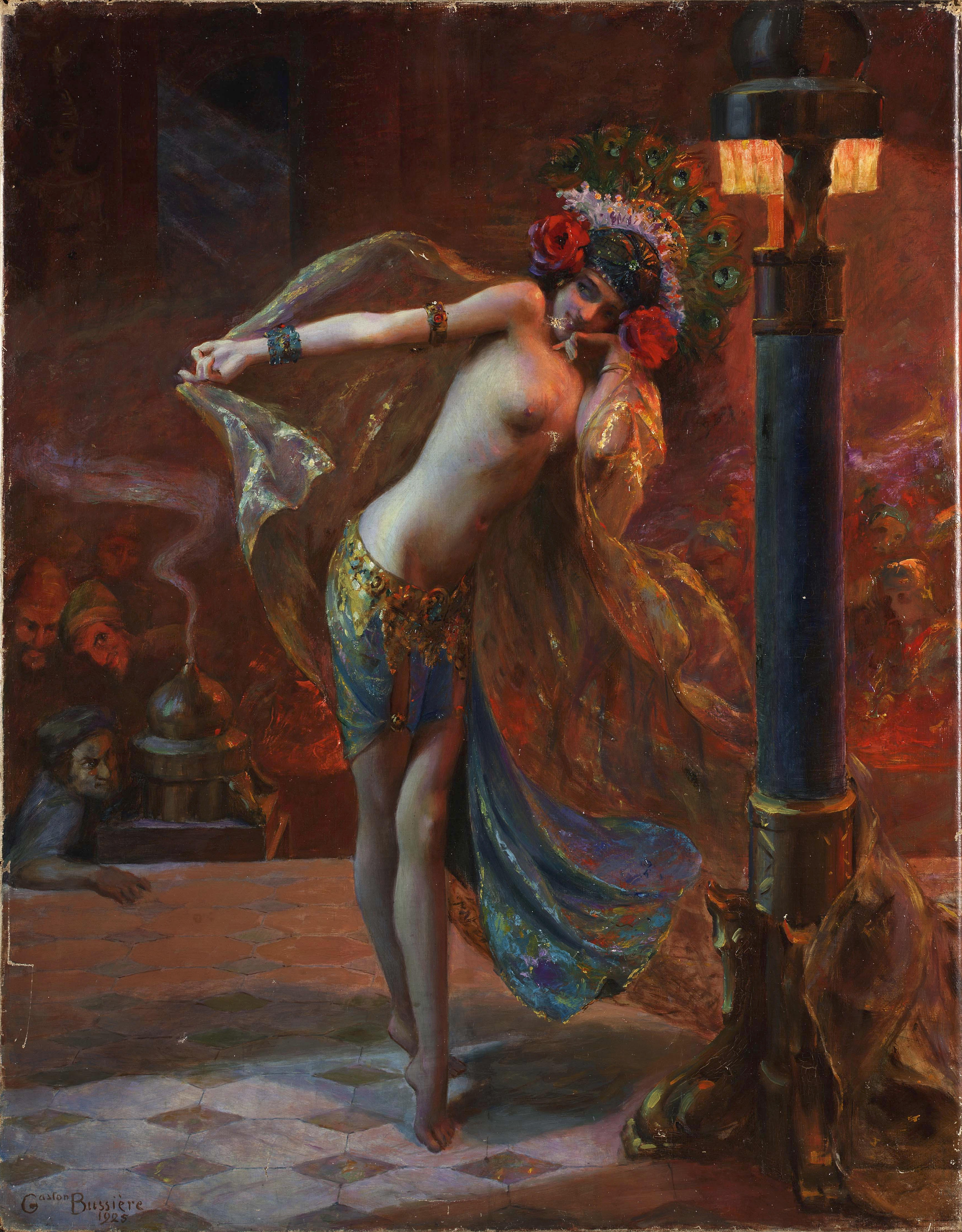
『7つのヴェールの踊り』1925年